# Доротея Бранденбурзька (1420–1491)
Доротея Бранденбурзька (нім. Dorothea von Brandenburg, 9 лютого 1420 — 19 січня 1491) — бранденбурзька принцеса з династії Гогенцоллернів, донька курфюрста Бранденбургу Фрідріха I та лансгут-баварської принцеси Єлизавети, дружина герцога Мекленбургу Генріха IV. Останні роки життя провела у Ренському монастирі.

## Біографія
Народилась 9 лютого 1420 року у Кадольцбурзі. Була дев'ятою дитиною та шостою донькою в родині бургграфа Нюрнбергу та курфюрста Бранденбургу Фрідріха I і його дружини Єлизавети Ландсгут-Баварської. Мала старших братів Йоганна, Фрідріха й Альбрехта та сестер Єлизавету, Цецилію, Маргариту та Магдалену. Старша сестра Софія померла немовлям до її народження. Згодом сімейство поповнилося сином Фрідріхом-молодшим.
6 грудня 1423 року в Перлебурзі відбулися заручини Доротеї із малолітнім герцогом Мекленбургу. 24 листопада 1427 у Перлебурзі угода була поновлена та підтверджена.
У 12-річному віці Доротея була пошлюблена з 15-річним герцогом Мекленбургу Генріхом IV. Весілля пройшло у травні 1432 року. Посагом принцеси стали міста Деміц і Горлозен, які до цього слугували приданим її сестри Маргарити. Наречений, будучи неповнолітнім, до 1436 року володарював під регентством матері, а після — разом із братом Йоганном V. У 1443 році став одноосібним правителем. У подружжя народилося восьмеро дітей
Родинні відносини між герцогом Генріхом і курфюрстом Фрідріхом сприяли врегулюванню конфлікту між Мекленбургом і Бранденбургом за спадок у князівстві Венден. Наприкінці життя Генріх правив разом із синами. Пішов з життя у березні 1477 року. Доротея у 1485 році стала черницею Ренського монастиря, що був одним із найважливіших у Мекленбурзі.
Померла 19 січня 1491 року. Була похована у міській церкві Святого Якова та Святого Діонісія у Гадебуші. На  надгробку є надряпаний портрет герцогині, на якому вона зображена у чернечому одязі під балдахіном.

## Родина

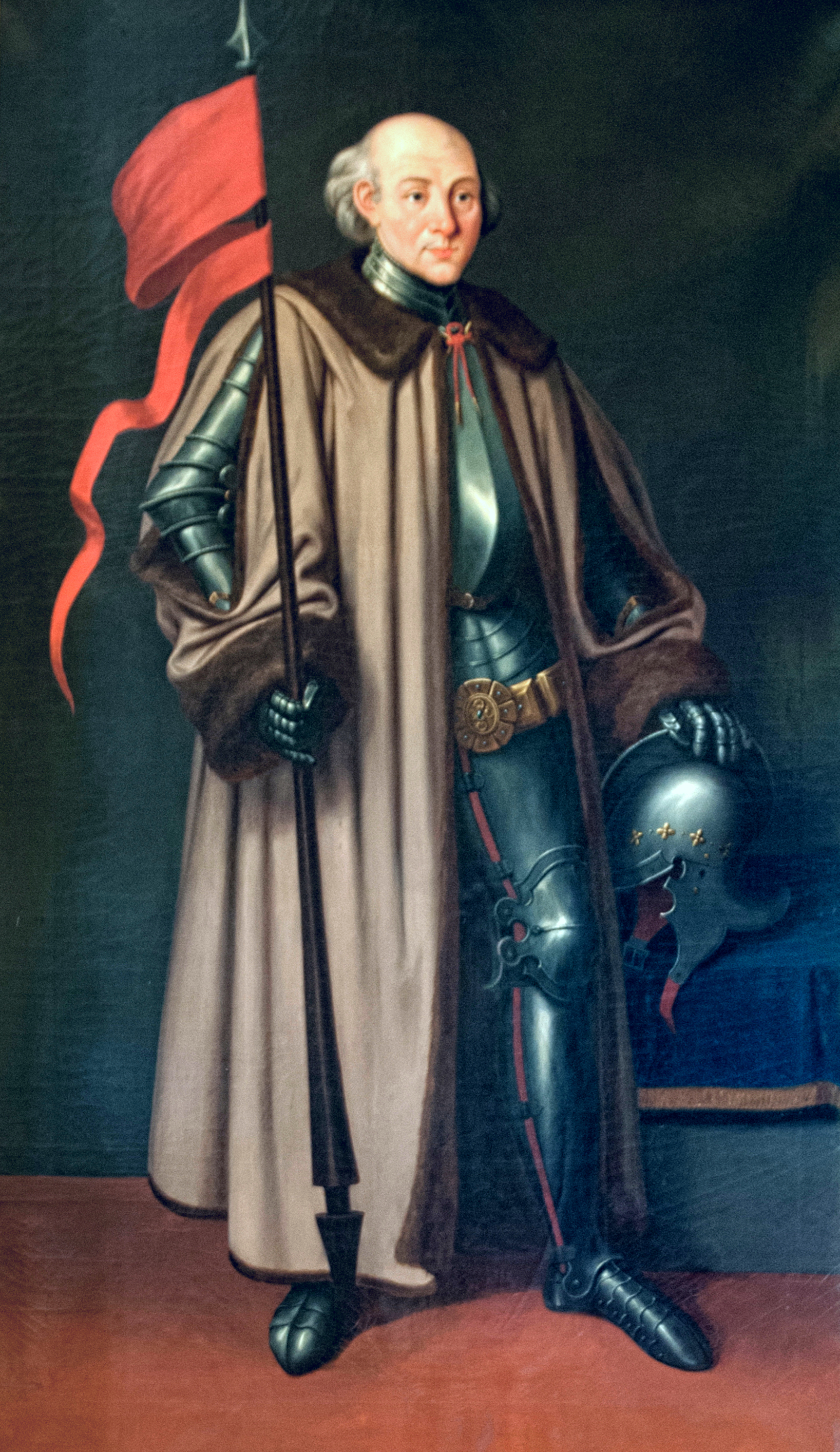
Портрет Генріха IV

Чоловік — Генріх IV
Діти:
- Ульріх (нар. та пом. 1437) — помер невдовзі після народження;
- Альбрехт (1438—1483) — герцог Мекленбургу у 1477—1479 роках, герцог Мекленбург-Гюстрову у 1480—1483 роках, був одружений з Катериною Ліндау-Руппінською, дітей не мав;
- Йоганн (1439—1474) — був заручений з померанською принцесою Софією, одружений не був, дітей не мав;
- Магнус (1441—1503) — герцог Мекленбургу у 1477—1503 роках, був одружений з померанською принцесою Софією, мав семеро дітей;
- Катерина (1442—1451/1452) — прожила близько 9 років;
- Анна (1447—1464) — одружена не була, дітей не мала;
- Єлизавета (1449—1506) — настоятелька Рібницького монастиря;
- Бальтазар (1451—1507) — князь-єпископ Шверіну у 1474–1479 роках, герцог Мекленбургу у 1479—1507 роках,  був одружений з померанською принцесою Маргаритою, дітей не мав.